# مازن هشام
مازن هشام (مواليد 29 مارس 1994) هو لاعب إسكواش محترف مصري. في مارس 2022 حقق أفضل تصنيف له على المستوى الدولي بعدما حل في الترتيب الثامن.

## روابط خارجية
- مازن هشام على موقع الاتحاد الدولي لمحترفي الاسكواش (مؤرشف) (الإنجليزية)
- مازن هشام على موقع SquashInfo.com (الإنجليزية)